# صعدان (حبيش)

تعديل مصدري - تعديل

صعدان محلة تابعة لقرية الضبب، التابعة لعزلة قحزة بمديرية حبيش إحدى مديريات محافظة إب في الجمهورية اليمنية، بلغ تعداد سكانها 118 حسب تعداد اليمن لعام 2004.